# Dunkles Zeitalter der Digitalisierung
Als dunkles Zeitalter der Digitalisierung bezeichnet Sebastian Tripp den Verlust an Informationen und Daten aufgrund überalterter Technologien wie bestimmte veraltete Datenformate, Software oder Hardware, welche mit der Entwicklung neuer Technologien nicht mehr in entsprechenden Umfang zugänglich sind. Für zukünftige Generationen könnten Zugriff und Nutzung bestimmter Daten nicht mehr möglich sein, wenn diese von neuen Technologien nicht mehr unterstützt werden. Da der Wert und die Bedeutung des Informationsgehalts von Daten grundsätzlich nicht von deren   physischen Repräsentierung (wie bestimmten Datenspeichern oder bestimmten Datenstrukturen) abhängig ist, ist – ggf. selektives – Übertragen (Kopieren, Konvertieren) auf jeweils aktuelle Technologien für zukünftige Verwendungen eine nützliche Option.
Die Bezeichnung dunkles Zeitalter der Digitalisierung bezieht sich auf die dunklen Jahrhunderte, in denen die Geschichte einer bestimmten Region mangels Schriftquellen oder archäologischer Funde wenig bis gar nicht erforscht ist. Die Bezeichnung wurde erstmals während einer Konferenz der International Federation of Library Associations and Institutions (IFLA) 1997 geprägt. Des Weiteren wurde der Begriff während der Time and Bits Konferenz im Jahre 1998 verwendet,  welche von der  Long Now Foundation und dem Getty Conservation Institute gesponsert wurden.